# 東京都立北特別支援学校
東京都立北特別支援学校（とうきょうとりつ きたとくべつしえんがっこう）は、東京都北区に所在する、肢体不自由のある児童・生徒を対象とした特別支援学校である。小学部・中学部・高等部を設置しており、東京大学医学部附属病院内には「東大こだま分教室」が設けられている。

## 概要
肢体不自由教育部門
- 本校通学（小学部・中学部・高等部）
- 訪問学級（学区内に在住している通学の困難な児童生徒が対象）
- けやき分教室（心身障害児総合医療センターむらさき愛育園内分教室）※休級中

病弱教育部門
- 東大こだま分教室（東京大学医学部附属病院内）
- 訪問学級（指定地域の病院に入院中の児童・生徒が対象）[1]

## 児童・生徒数
- 136名（令和7年度）[2]

## 通学区域
- 文京区全域
- 豊島区全域
- 北区
  - 浮間、赤羽北、赤羽三、赤羽台三～四、桐ヶ丘以外の地域
- 板橋区
  - 蓮沼町、清水町、稲荷台、本町、大和町、双葉町、中板橋、弥生町、大谷口北町、大谷口上町、小茂根一～二、向原、大谷口、大山西町、大山町、栄町、仲町、大山東町、氷川町、仲宿、加賀、板橋、大山金井町、熊野町、中丸町、幸町、南町
- 足立区
  - 新田、宮城、小台[3]

## 給食
給食は、個々の児童・生徒の食べる機能に応じて、以下の5つの形態で提供されている。

1，普通食
- 一般的な硬さ・形状の食事であり、咀嚼や嚥下に特別な配慮を必要としない者を対象としている。

2，後期食
- 親指と薬指で軽くつぶせる程度の硬さに調整された食事。ある程度の咀嚼が可能であるが、固い食材には配慮が必要な者向けに提供される。

3，中期食
- 舌の動きのみでつぶせる程度の軟らかさを持つ食事。咀嚼力が弱く、舌による食物の処理が主となる者に適している。

4，中プロ食
- 中期食をフードプロセッサーで細かく砕いたものであり、より滑らかで食べやすい状態に加工されている。舌の動きだけでは中期食の処理が困難な場合に提供される。

5，初期食
- 粒や繊維が残らないように加工され、口腔内で咀嚼せずにそのまま飲み込める形状となっている[4]。

## 交流学習
北区立滝野川もみじ小学校、北区立滝野川紅葉中学校、帝京高等学校、および東京国際フランス学園との間で、学校間交流を実施している。

## 東大こだま分教室
東京大学医学部附属病院に2週間以上入院している小学生から高校生を対象としている。
所在地
〒113-0033　東京都文京区本郷7-3-1　東京大学医学部附属病院内

## 病院訪問学級
足立区、荒川区、板橋区、北区、豊島区、文京区、練馬区内の病院に入院している児童・生徒が対象。教員と病弱教育支援員が協同で、1対1の個別授業（1回120分、週5回）を行なっている。
主な訪問実績のある病院
- 順天堂大学医学部附属順天堂医院
- 東京医科歯科大学医学部附属病院
- 日本大学医学部附属板橋病院
- 帝京大学医学部附属病院
- 日本医科大学付属病院
- 東京都立駒込病院
- 東京都立大塚病院
- 豊島病院
- 東京女子医科学大学東医療センター
- 練馬光が丘病院

## 歴代校長
- 初代校長：下田 巧[10]
  - 着任：昭和38年2月1日　／　勇退：昭和45年3月31日
- 第2代校長：大庭 伊兵衛
  - 着任：昭和46年4月1日　／　転任：昭和48年3月31日
- 第3代校長：宮本 秀夫
  - 着任：昭和49年4月1日　／　勇退：昭和53年3月31日
- 第4代校長：三浦 和
  - 着任：昭和54年4月1日　／　転任：昭和61年3月31日
- 第5代校長：高橋 秀暁
  - 着任：昭和62年4月1日　／　転任：平成元年10月31日
- 第6代校長：青柳 勝久
  - 着任：平成元年11月1日　／　勇退：平成6年3月31日
- 第7代校長：田中 克明
  - 着任：平成6年4月1日　／　勇退：平成7年3月31日
- 第8代校長：飯田 純之
  - 着任：平成8年4月1日　／　勇退：平成9年3月31日
- 第9代校長：林 友三
  - 着任：平成10年4月1日　／　勇退：平成11年3月31日
- 第10代校長：伊東 光雄
  - 着任：平成12年4月1日　／　転任：平成14年3月31日
- 第11代校長：中原 理晴
  - 着任：平成15年4月1日　／　転任：平成19年3月31日
- 第12代校長：土田 豊
  - 着任：平成20年4月1日　／　転任：平成22年3月31日
- 第13代校長：引間 宗人
  - 着任：平成23年4月1日　／　勇退：平成26年3月31日
- 第14代校長：中西 郁
  - 着任：平成27年4月1日　／　勇退：平成28年3月31日
- 第15代校長：國保 とも子
  - 着任：平成29年4月1日　／　勇退：令和元年3月31日
- 第16代校長：小池 巳世
  - 着任：令和2年4月1日　／　転任：令和6年3月31日[11]
- 第17代校長：村上 卓郎[12]
  - 着任：令和7年4月1日

## 撮影
- NHK「ストレッチマンハイパー」撮影（2010年（平成22年） 7月8日放送）[10]

## アクセス
- JR埼京線・十条駅から徒歩13分

## 周辺
- 東京都立北療育医療センター
- 東京都北区立中央公園
- 東京都立王子特別支援学校（知的障害のある児童・生徒が対象）
- 東京都障害者総合スポーツセンター